# 大神宮下駅

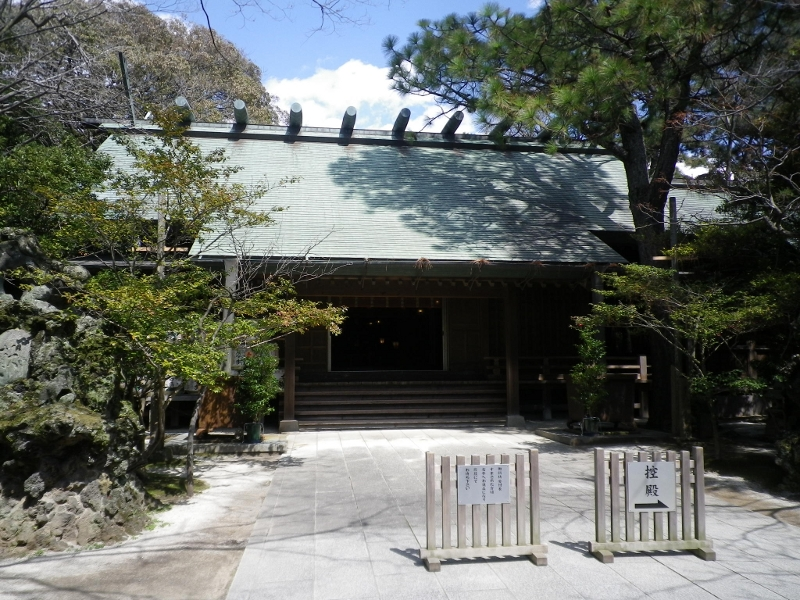
意富比神社（船橋大神宮）

大神宮下駅（だいじんぐうしたえき）は、千葉県船橋市宮本二丁目にある、京成電鉄本線の駅である。駅番号はKS23。

## 歴史
- 1921年（大正10年）7月17日 - 開業[1]。構造は相対式ホーム2面2線[2]。
- 1981年（昭和56年）- 跨線橋を新設、構内踏切を廃止[2]。
- 2004年（平成16年）11月27日 - 上りホームを高架化[3]。
- 2006年（平成18年）11月25日 - 下りホームを高架化[4]。

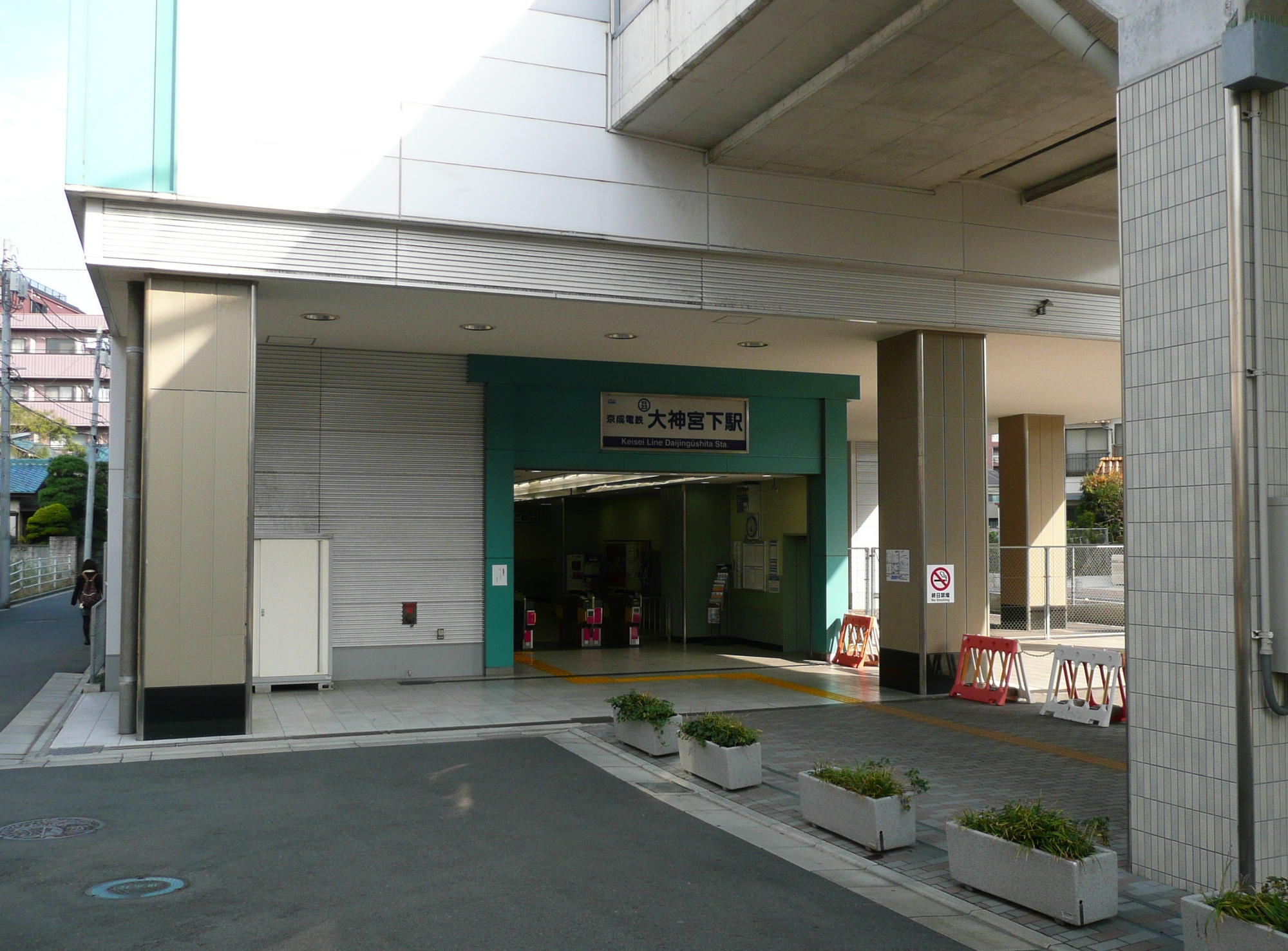
駅名看板更新前の駅出入口（2011年10月）
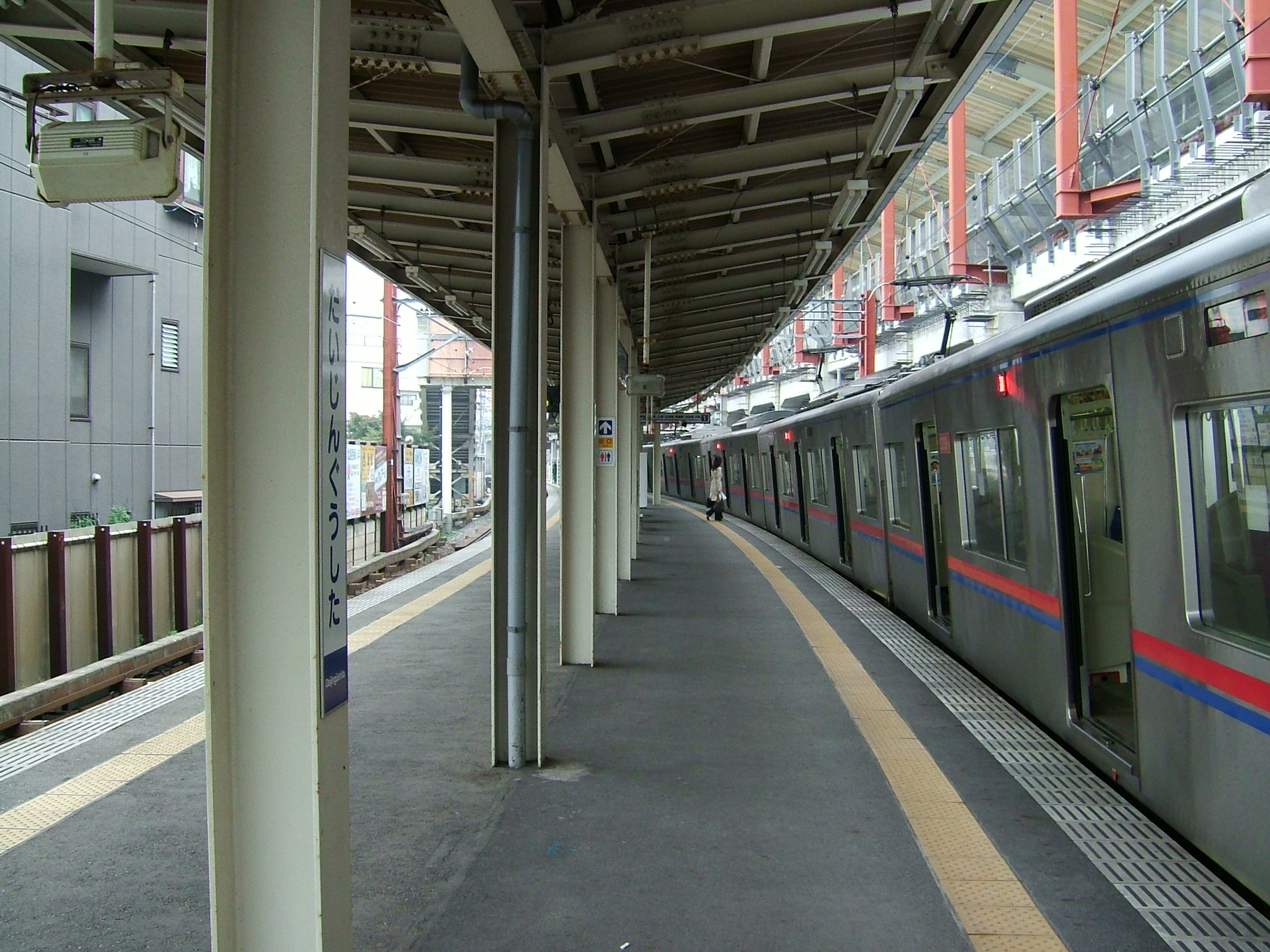
高架化前の2番線仮ホーム（2004年11月）

## 駅構造
相対式ホーム2面2線を有する高架駅である。有効長は8両編成分。階段付近とホームには京三製作所製のLED式発車標があり、京成船橋駅や京成大和田駅と同内容の放送が流れる。かつて地上駅であった頃は相対式ホーム2面2線だったが、高架化工事中には島式1面2線の仮ホームが建設され、他の優等列車通過駅と同様に接近表示器が設置されていた。また、有効長は6両編成分しかなかった。22時以降は駅員不在となるため、インターホン装置が設置されている。また、現在では列車接近時に4点接近音が鳴る（停車列車・通過列車共通の接近音）。

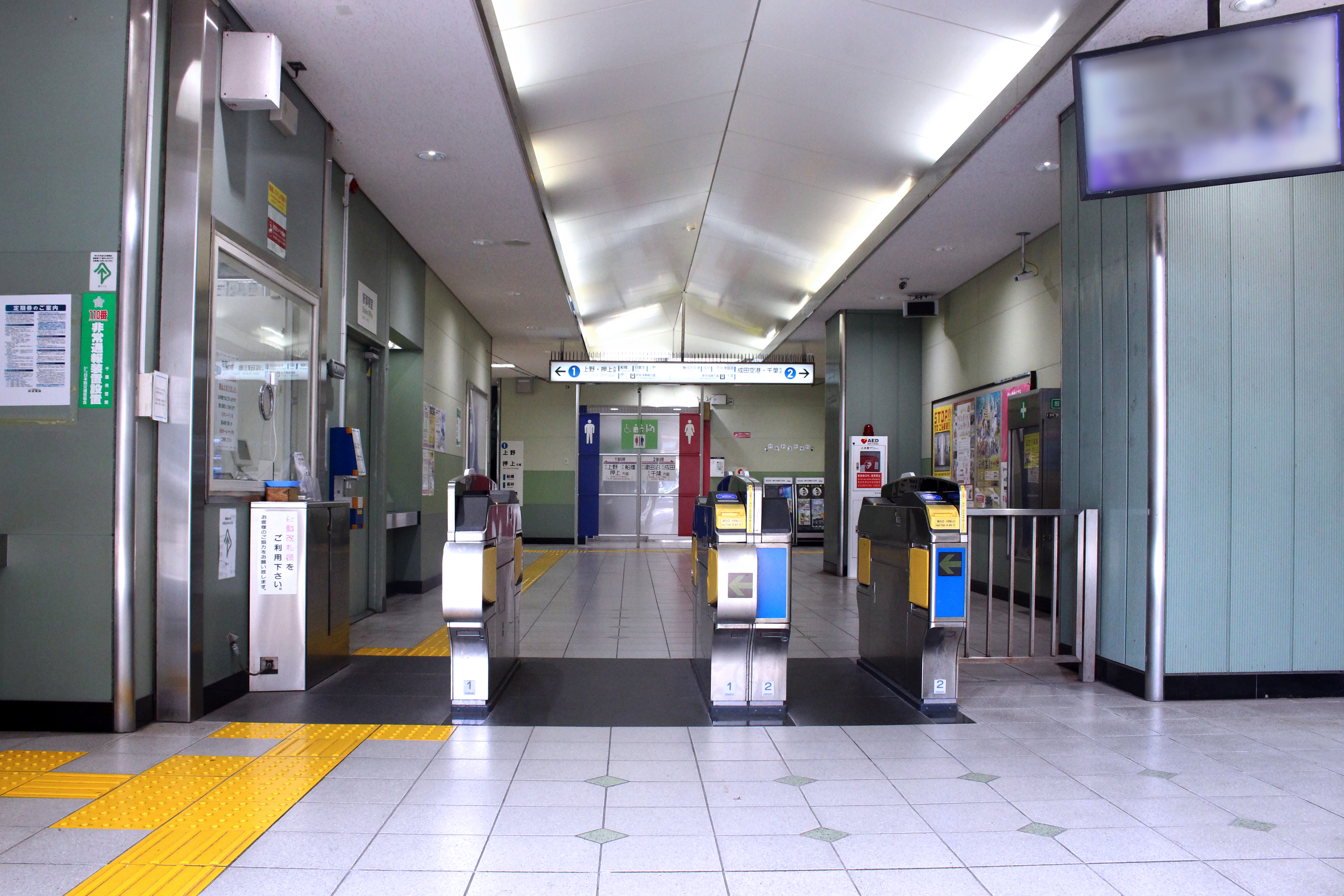
改札口（2024年8月）

### のりば
| 番線 | 路線     | 方向 | 行先                                                   |
| ---- | -------- | ---- | ------------------------------------------------------ |
| 1    | 京成本線 | 上り | 京成船橋・日暮里・京成上野・押上・ 都営浅草線方面      |
| 2    | 京成本線 | 下り | 京成津田沼・京成成田・ 成田空港・京成千葉・ 松戸線方面 |

- 上表の路線名は成田空港線開業後の旅客案内の名称に基づいている。

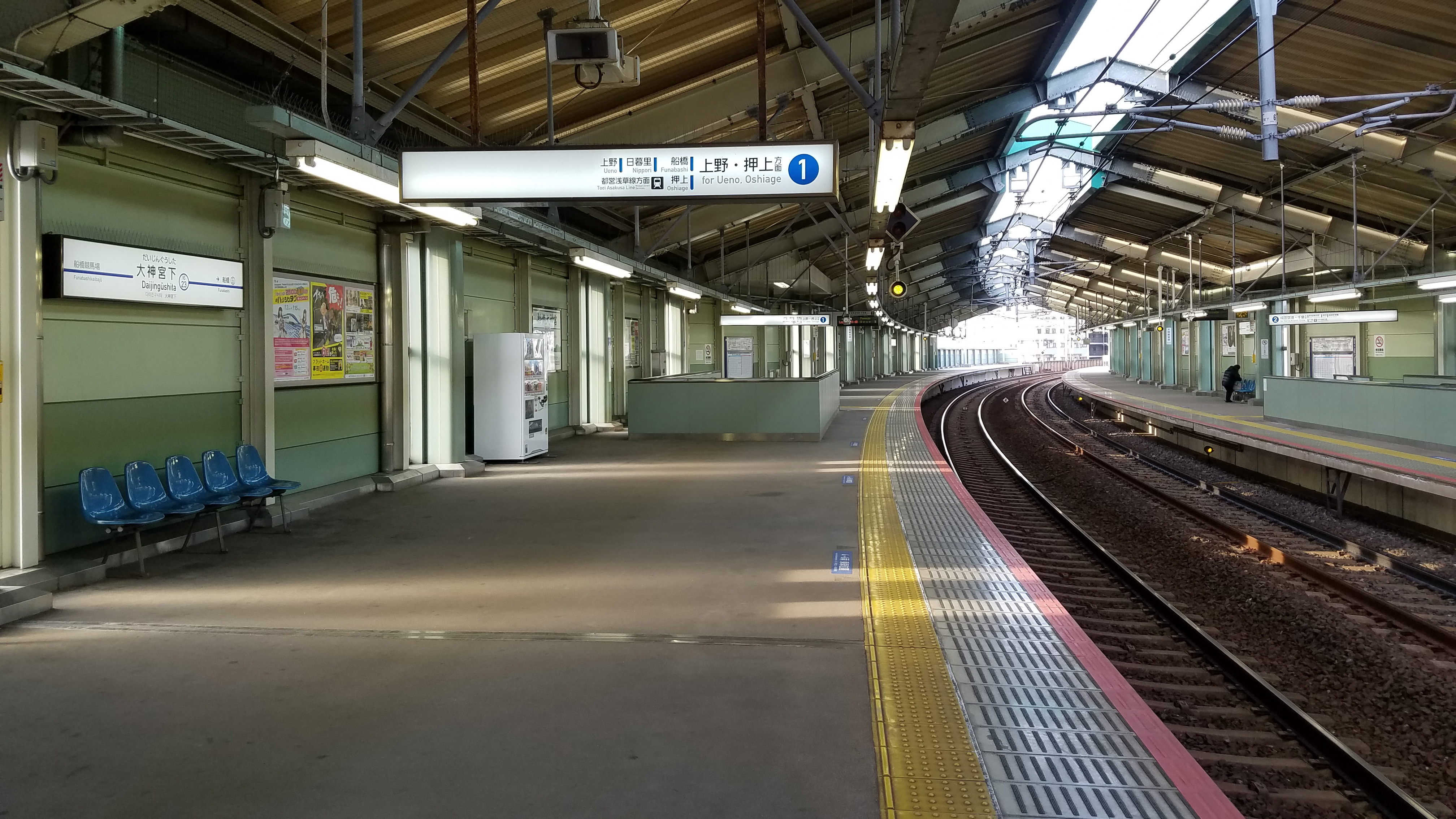
1番線ホーム（2018年2月）
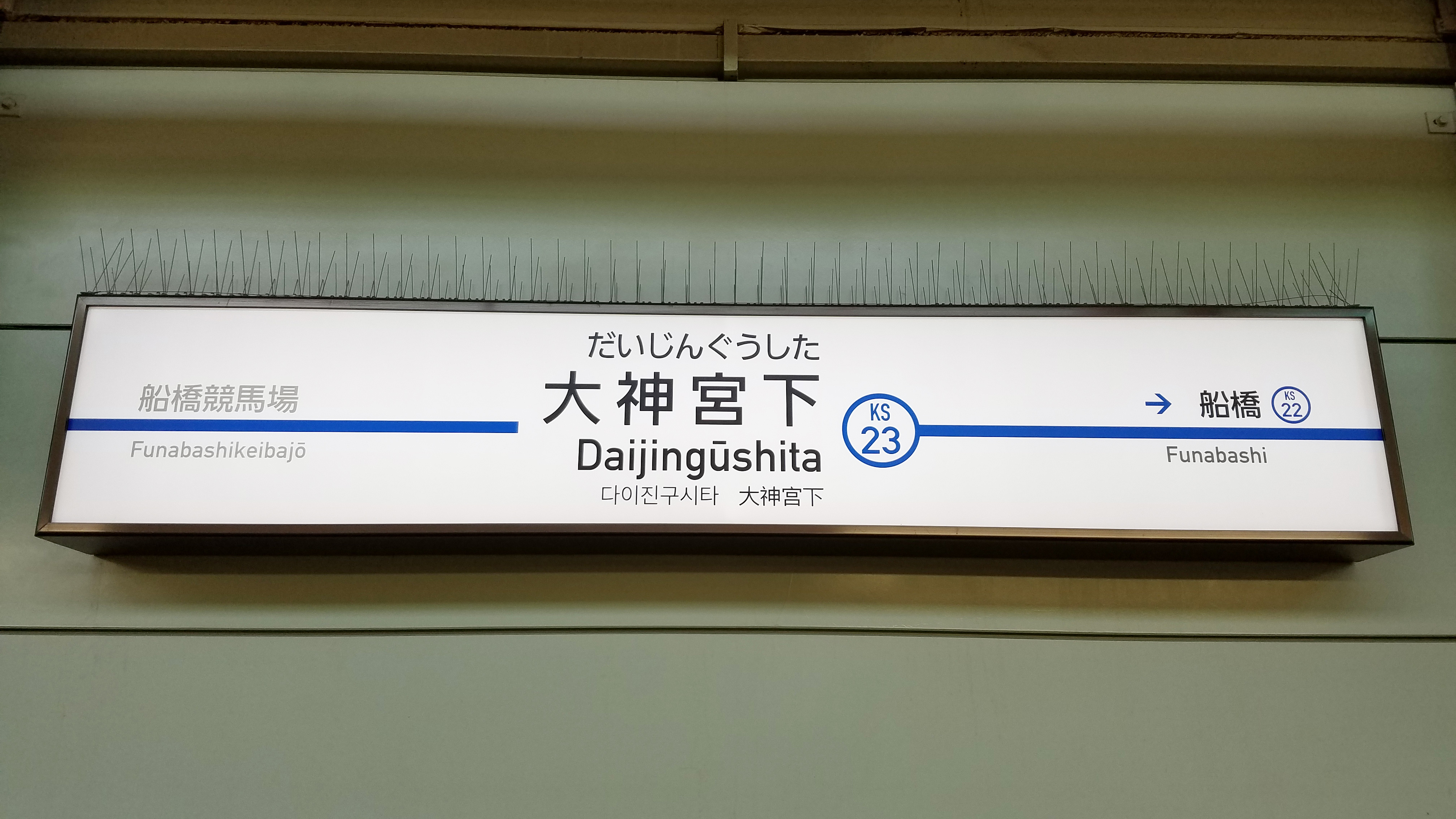
1番線駅名標（2018年2月）
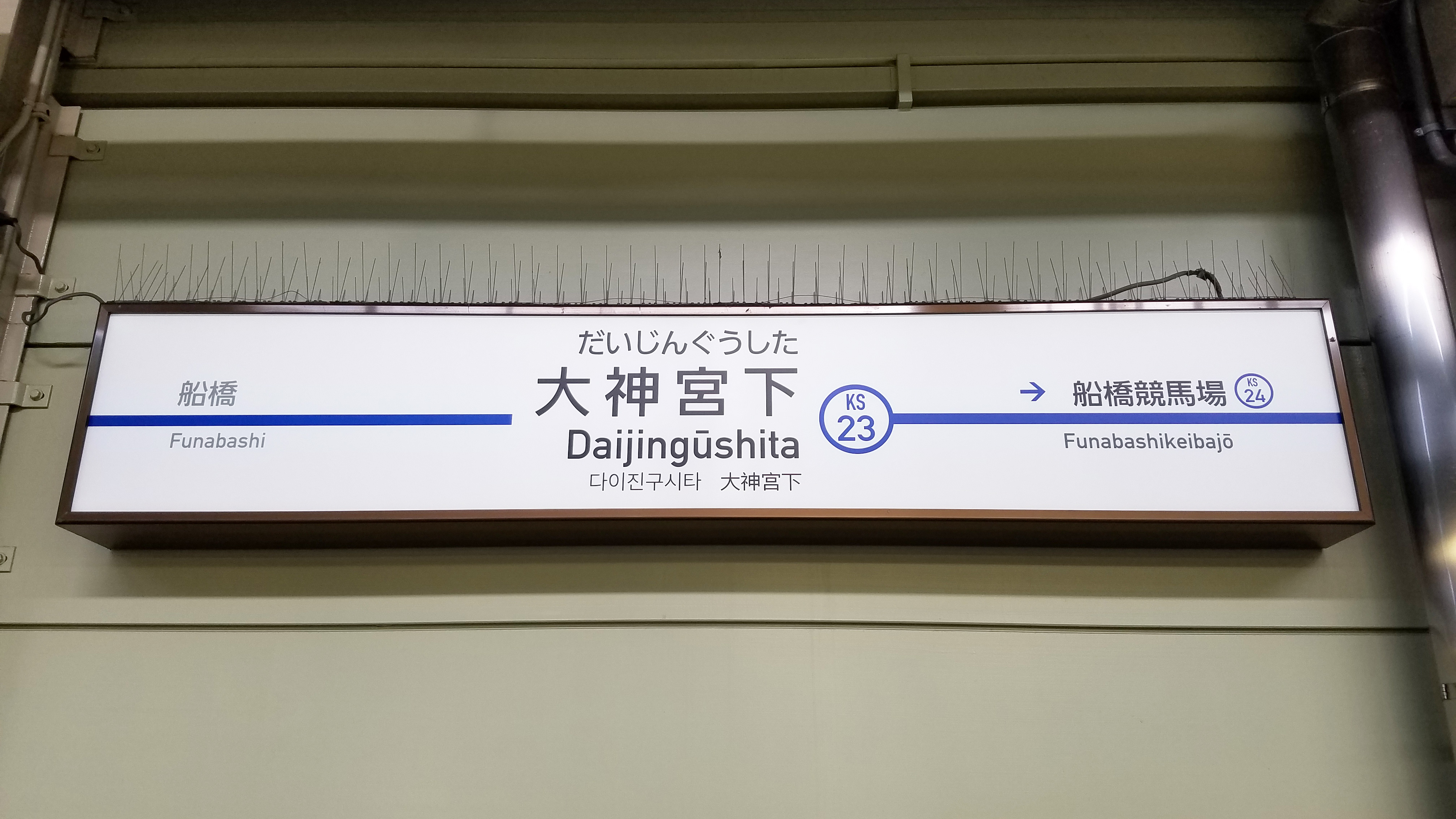
2番線駅名標（2018年2月）

## 利用状況
2024年度の1日平均乗降人員は5,578人である。
毎年1月1日から1月5日頃までは意富比神社(船橋大神宮)の参拝客で終日賑わう。また、船橋親水公園にて花火大会がある日にも混雑する。
近年の一日平均乗降・乗車人員推移は下表の通り。
| 年度               | 一日平均 乗降人員 | 一日平均 乗車人員 |
| ------------------ | ----------------- | ----------------- |
| 1988年（昭和63年） |                   | 2,276             |
| 1989年（平成元年） |                   | 2,300             |
| 1990年（平成2年）  |                   | 2,313             |
| 1991年（平成3年）  |                   | 2,285             |
| 1992年（平成4年）  |                   | 2,194             |
| 1993年（平成5年）  |                   | 2,206             |
| 1994年（平成6年）  |                   | 2,111             |
| 1995年（平成7年）  |                   | 2,083             |
| 1996年（平成8年）  |                   | 1,975             |
| 1997年（平成9年）  |                   | 1,877             |
| 1998年（平成10年） |                   | 1,814             |
| 1999年（平成11年） |                   | 1,736             |
| 2000年（平成12年） |                   | 1,641             |
| 2001年（平成13年） |                   | 1,574             |
| 2002年（平成14年） |                   | 1,546             |
| 2003年（平成15年） | 3,169             | 1,566             |
| 2004年（平成16年） | 3,269             | 1,635             |
| 2005年（平成17年） | 3,380             | 1,701             |
| 2006年（平成18年） | 3,566             | 1,787             |
| 2007年（平成19年） | 3,643             | 1,843             |
| 2008年（平成20年） | 3,829             | 1,944             |
| 2009年（平成21年） | 3,916             | 1,994             |
| 2010年（平成22年） | 4,021             | 2,048             |
| 2011年（平成23年） | 3,852             | 1,957             |
| 2012年（平成24年） | 3,960             | 2,022             |
| 2013年（平成25年） | 4,190             | 2,140             |
| 2014年（平成26年） | 4,310             | 2,190             |
| 2015年（平成27年） | 4,537             | 2,314             |
| 2016年（平成28年） | 4,621             | 2,354             |
| 2017年（平成29年） | 4,789             | 2,444             |
| 2018年（平成30年） | 4,910             | 2,506             |
| 2019年（平成31年） | 5,071             | 2,591             |
| 2020年（令和02年） | 4,080             | 2,087             |
| 2021年（令和03年） | 4,536             | 2,308             |
| 2022年（令和04年） | 4,972             | 2,526             |
| 2023年（令和05年） | 5,303             | 2,684             |
| 2024年（令和06年） | 5,578             | 2,829             |

## 駅周辺
駅西側は船橋市の中心市街地方面に続いている。駅出入口より北西側約1キロメートル（徒歩約15分）の位置に東日本旅客鉄道（JR東日本）・東武鉄道の船橋駅がある。駅南側には京葉道路、東関東自動車道、国道14号（千葉街道）、国道357号（東京湾岸道路）が通る。
駅から徒歩1分圏内にはコンビニエンスストアは存在せず、代わりに飲料自販機が多数設置されている。

### 北東側

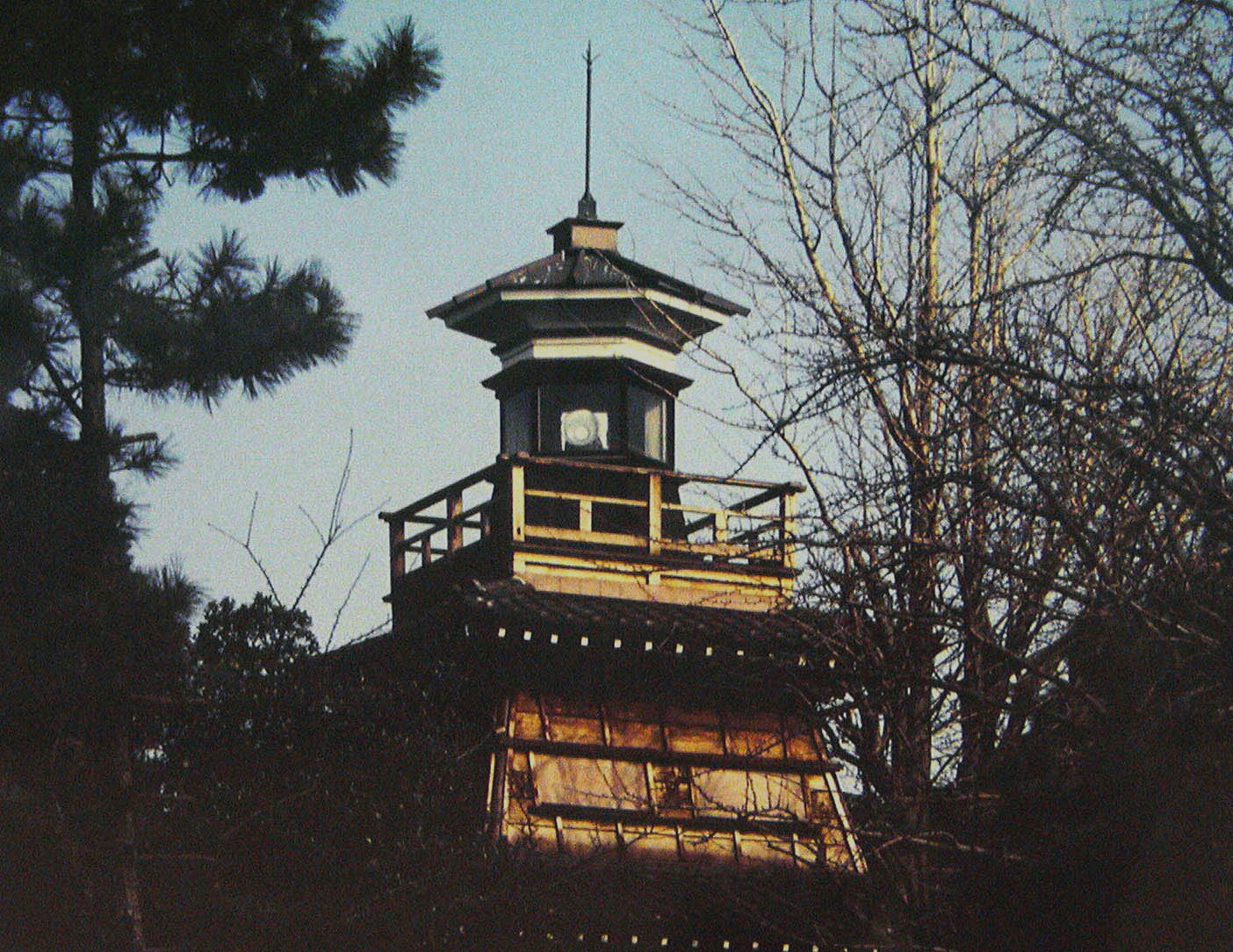
船橋大神宮灯明台

- 千葉県立船橋高等学校
- 船橋市立宮本中学校
- 船橋市立宮本小学校
- 船橋市立峰台小学校
- 船橋宮本郵便局
- 意富比神社（船橋大神宮）
  - 船橋大神宮灯明台
- 了源寺
- 西福寺

### 南西側
- 船橋市役所
- 船橋市浜町公民館
  - 千葉銀行 船橋支店船橋市役所出張所
- 船橋警察署 浜町交番
- 船橋市消防局 中央消防署
- 船橋公共職業安定所 第一庁舎・第二庁舎
- 船橋市図書館 中央図書館
- 船橋市民文化ホール
- 千葉船橋美容専門学校
- 中山学園高等学校
- 船橋市立湊町小学校
- 板倉病院
- 船橋本町郵便局
- 船橋浜町郵便局
- 三菱UFJ銀行 船橋駅前支店
- 千葉銀行 船橋支店
- 京葉銀行 船橋支店
- 千葉興業銀行 船橋支店

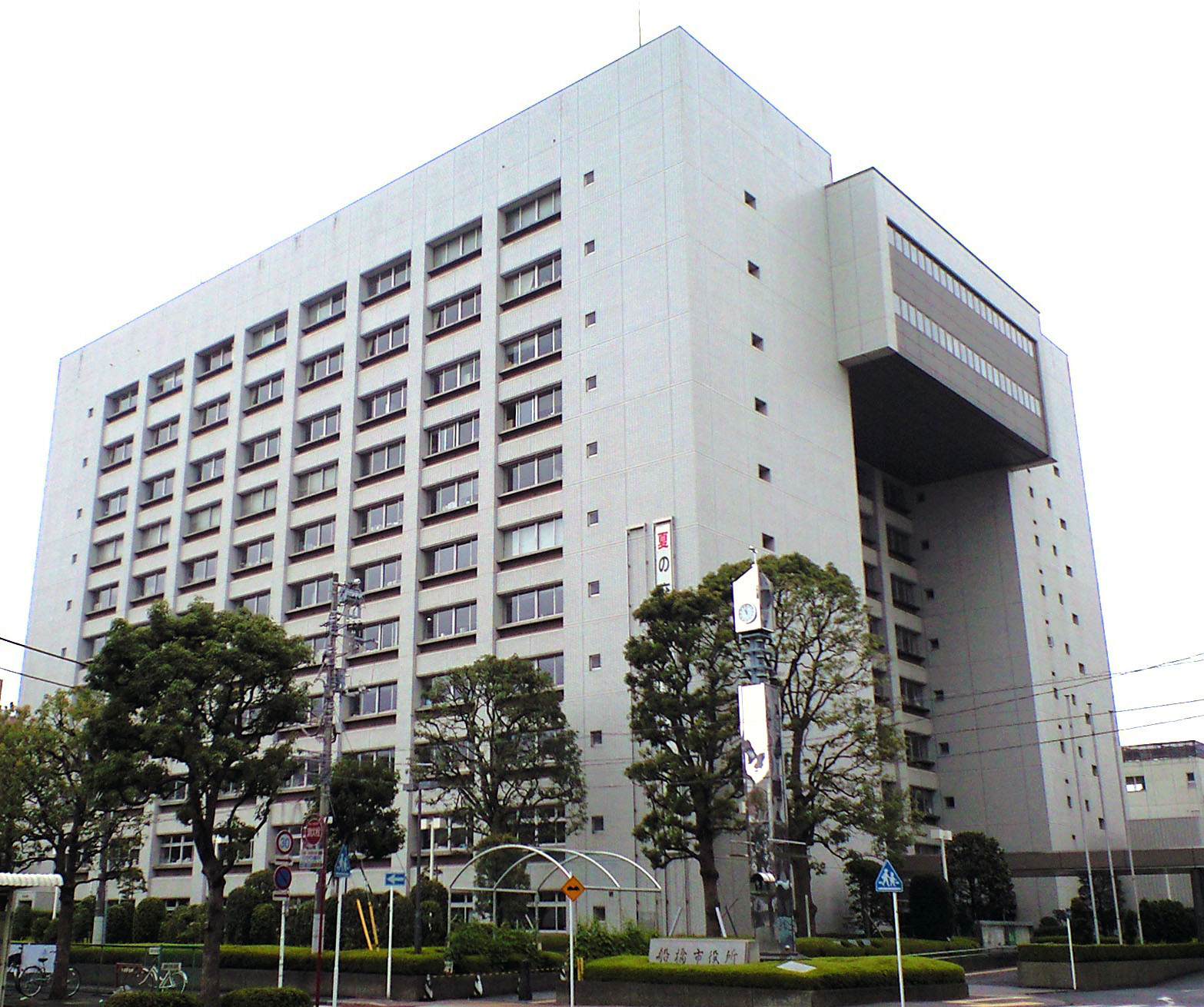
船橋市役所

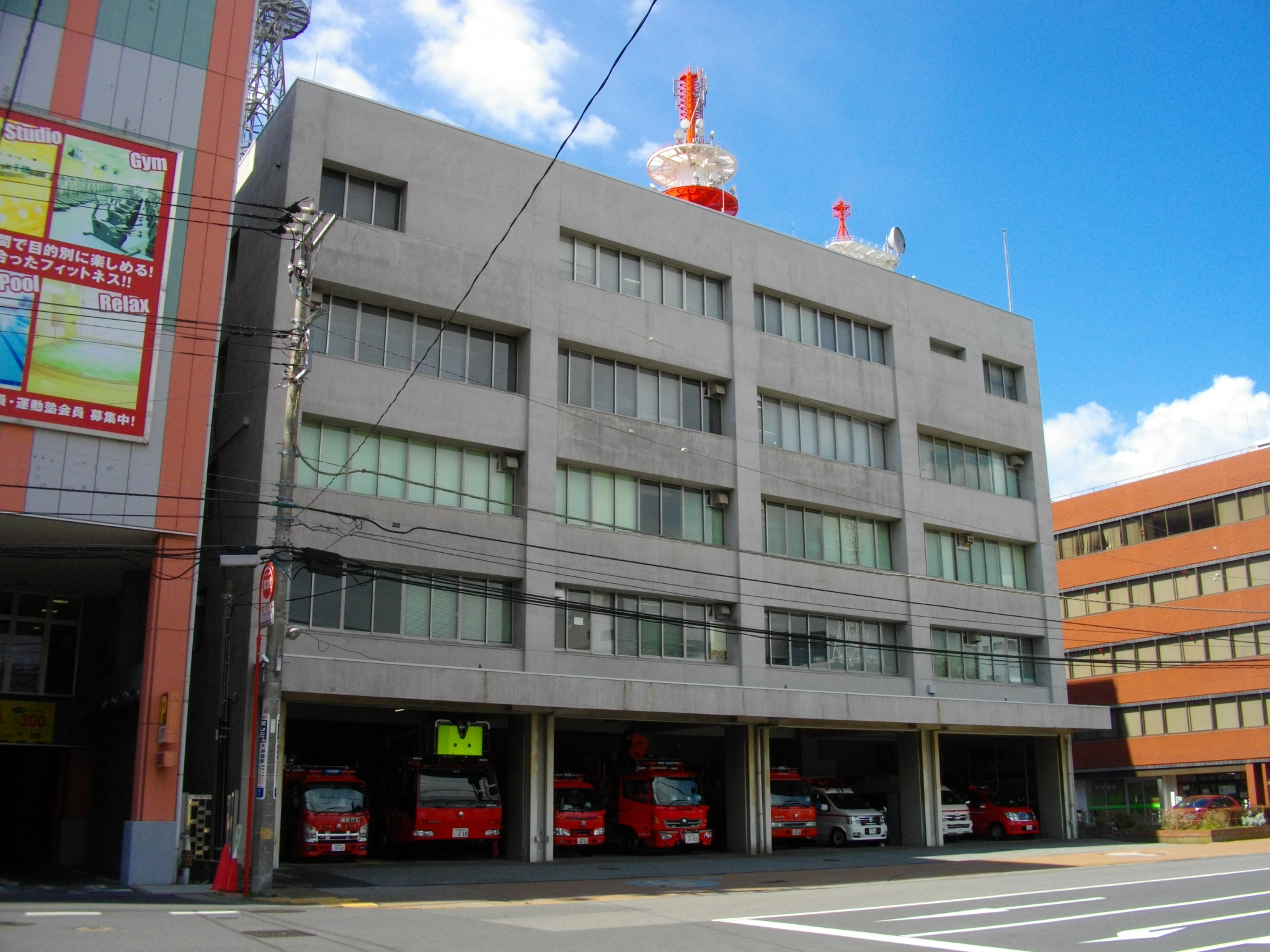
船橋市消防局 中央消防署

- ららぽーとTOKYO-BAY（三井ショッピングパークの旗艦店）
- ビビット南船橋
- アタック 船橋湊町店28
- パークハウスプレシアタワー
- 船橋地名発祥の地
- 船橋港親水公園

## バス路線
| のりば           | 系統 | 主要経由地                   | 行先     | 運行会社             | 備考        |
| ---------------- | ---- | ---------------------------- | -------- | -------------------- | ----------- |
| 大神宮下駅前通り | 船72 | 船橋競馬場駅・ららぽーと東口 | 南船橋駅 | 京成バス千葉イースト | 平日1本のみ |
| 大神宮下駅前通り | 船72 | 京成船橋駅                   |          | 京成バス千葉イースト | 平日1本のみ |

## 隣の駅
京成電鉄
 本線
■快速特急・■特急・■通勤特急・■快速
通過
■普通
京成船橋駅 (KS22) - 大神宮下駅 (KS23) - 船橋競馬場駅 (KS24)

### 記事本文